# Hemieuxoa formosana
Hemieuxoa formosana là một loài bướm đêm trong họ Noctuidae.